# Гутьеррес, Карлос Орландо
Карлос Орландо Гутьеррес Луна (исп. Carlos Orlando Gutiérrez Luna; 12 мая 1984, Колкири — 28 октября 2020, Ла-Пас) — боливийский шахтёр, профсоюзный и политический деятель левого толка, симпатизирующий Революционной рабочей партии. Представитель нового поколения лидеров в горнодобывающей промышленности, с 2015 по 2020 год он занимал должность исполнительного секретаря Федерации профсоюзов горняков Боливии (FSTMB). В августе 2020 сыграл важную роль в мобилизации против временного правительства Жанин Аньес, добиваясь проведения выборов 18 октября. Вскоре после них был забит до смерти на фоне упомянаний его в качестве потенциального министра избранного правительства Луиса Арсе.

## Биография
Карлос Орландо Гутьеррес родился 12 мая 1984 года в шахтёрском городке Колкири, расположенном в провинции Инкизиви в департаменте Ла-Пас. Он вырос в бедной шахтёрской семье, где был младшим из четырёх или шести братьев. Его дядя Абель Замбрана Луна, проработавший на шахте 26 лет, был профсоюзным лидером. который не пренебрегал учебой, окончив Анисето Арсе.
Он начал работать на шахте в 1995 году, когда ему было всего 11 лет. В 2002 году он окончил среднюю школу им. Анисето Арсе в Колкири. Он попытался сделать военную карьеру, подав заявление в Военный колледж армии (COLMIL) в городе Ла-Пас в 2003 году, но не был принят.
Он вернулся в свой родной город Колкири и вернулся к работе горняком (поденщиком). В 18 лет он уже был опытным рабочим, сумевшим стать мастером-бурильщиком. Там он сформировался как левый активист, находясь под влиянием троцкистской линии Революционной рабочей партии. Он вступил в профсоюз горняков Синчи Уайра.
В 2007 году, в возрасте 23 лет, он вошел в руководство профсоюза, начав сначала с должности спортивного секретаря и поднимаясь по карьерной лестнице в руководстве профсоюза горняков, пока не стал исполнительным секретарем горнодобывающих рабочих Колкири.

### Секретарь профсоюза горняков (2015—2020)
20 декабря 2015 года на XXXII Горнодобывающем конгрессе горняков, проходившем в городе Сан-Кристобаль в департаменте Потоси, Орландо Гутьеррес Луна, представлявший Колкири, был избран новым исполнительным секретарём Федерации профсоюзов рабочих горнорудной промышленности (FSTMB).
Себя он описывал так: «я шахтёр, горжусь своими корнями и буду продолжать бороться за права и интересы своего класса — таковы мои политико-идеологические принципы. Мои принципы связаны с тезисами Пулакайо, согласно которым нам нужно социалистическое, общинное, рабочее правительство».
Уже 21 декабря 2015 года, на следующий день после его избрания во главе FSTMB, был принят новый политический документ рабочего движения — "Тезисы Колкири, а затем на его основе на XVI Конгрессе Боливийского рабочего центра в январе 2016 года — «Тезисы Туписа».

### Протесты и выборы 2020 года

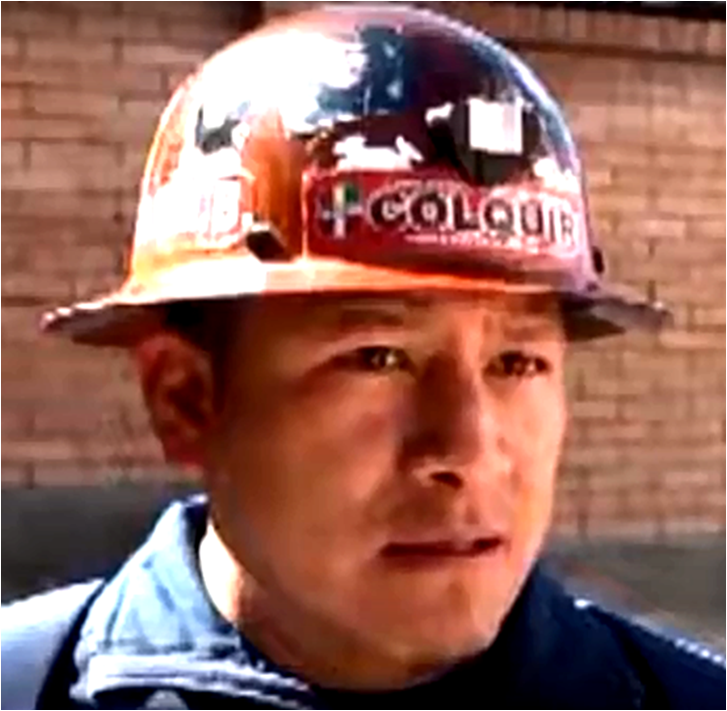
Карос Орландо Гутьеррес в апреле 2018 года.

После смещения Эво Моралеса в 2019 году Орландо Гутьеррес выступал с резкой критикой переходного режима Жанин Аньес, который он считал захватившим власть в результате государственного переворота и «катастрофическим для нашей истории». Он осознавал роль шахтёрского движения в сопротивлении: «Мы считаем себя острием борьбы. Вот почему, к сожалению, у нас есть много мучеников, оставивших нам этот уникальный принцип борьбы против угнетения со стороны неолиберальных и капиталистических правительств».
В июне Гутьеррес предупредил временное правительство, что оно стоит перед дилеммой «обнародовать закон о выборах в сентябре или столкнуться с народным восстанием». Когда после назначения выборрв на 6 сентября Высший избирательный трибунал вновь изменил дату под предлогом пандемии, Гутьеррес и другие рабочие лидеры призвали к бессрочной всеобщей забастовки и блокаде дорог со стороны Боливийского рабочего центра и Пакта единства (политического органа Движения к социализму), требуя «соблюдать дату выборов, установленную законом». 13 августа социальная мобилизация, возглавляемая главным образом Орландо Гутьерресом, вынудила переходное правительство созвать встречу с представителями Боливийской епископальной Конфедерации, ООН и Европейского Союза, после чего 18 октября 2020 года было определено как окончательная дата выборов.
В феврале 2020 года Орландо Гутьеррес впервые пошёл в большую политику, решив принять участие в национальных выборах. Он баллотировался на место четвёртого сенатора от департамента Ла-Пас, представляя Движение к социализму (MAS-IPSP), но Высший избирательный трибунал (TSE) дисквалифицировал его кандидатуру. Вместо него этот избирком позволил выдвинуть кандидатуру члена MAS Хуана Хосе Карвахаля Уанки, но в конце концов место получила сенатор от Гражданского сообщества Сесилия Рекена.

## Гибель
21 октября 2020 года, через несколько дней после победы его союзников на всеобщих выборах, когда имя Гутьерреса Луны всплывало в качестве кандидатуры на пост нового министра горнодобывающей промышленности, по дороге домой он был жестоко избит группой неизвестных.
Его личный адвокат Надеша Гевара сообщила общественности, что с августа этот профсоюзный руководитель горняков уже просил о мерах предосторожности от Межамериканской комиссии по правам человека (IACHR) из-за постоянных угроз расправы в свой адрес от правых оппонентов, но его запросы не получили должного внимания.
Его госпитализировали в частную клинику CEMES в городе Ла-Пас. Орландо Гутьеррес скончался от сильных травм головы ранним утром 28 октября 2020 года, будучи ещё молодым человеком, которому было всего 36 лет.

### Версии смерти
В ответ на трагическую кончину Орландо Гутьерреса правительство Жанин Аньес через своего министра Артуро Мурильо Прихича тенденциозно утверждало, что Гутьеррес мог получить роковые удары во время «распивания алкогольных напитков, отмечая победу MAS». Кроме того, он также заявлял, что семья не позволила спецназу по борьбе с преступностью (FELCC) провести вскрытие тела профсоюзного лидера.
Со другой стороны, версия Федерации профсоюзов горняков Боливии (FSTMB) указывает на то, что нападение «осуществлено как форма мести, совершенная фашиствующими правыми, так называемыми „пититас“, нанимающими киллеров и головорезов», ведь «Орландо Гутьеррес напрямую противостоял правительству Жанин Аньес и авторитарным министрам Артуро Мурильо и Фернандо Лопесу». Горняки также отметили, что медицинская халатность частной клиники также способствовала смерти Орландо Гутьерреса, не разрешив никому, даже самому избранному президенту Луису Арсе, прокуратуре и офису омбудсмена, посетить пострадавшего. Это заставило вспомнить другую смерть боливийского профсоюзного активиста в частной клинике при сомнительных обстоятельствах — Федерико Эскобара Сапаты в 1966 году. Согласно реквизированному полицией отчёту из больницы, Гутьеррес «упал на ступеньках своего дома».

### Реакции
Избранный президент Боливии Луис Арсе Катакора выразил «глубокое сожаление по поводу физического ухода Орландо Гутьерреса» и охарактеризовал его как «великого горняцкого лидера, который всегда защищал интересы боливийского народа».
В свою очередь, избранный вице-президент Боливии Давид Чокеуанка также выразил «сожаление, печаль и боль в связи с уходом Орландо Гутьерреса» и выразил «всю свою солидарность его семье».
Бывший президент Боливии Эво Моралес Айма заявил, что он воспринял известие о смерти Орландо Гутьерреса с «глубокой болью» и охарактеризовал его как «молодого лидера горнодобывающей промышленности, смелого и преданного FSTMB и процессу перемен».
Кроме того, высказался по этому поводу и президент Венесуэлы Николас Мадуро, выразив соболезнования семье боливийских горняков в связи с «подлым убийством исполнительного секретаря FSTMB Орландо Гутьерреса» и назвав его «мучеником народной победы».